# Erik Torstenson
Erik Torstenson, född 27 april 1686 i Stockholm, död 24 oktober 1718, var en svensk militär och kammarherre.

## Biografi
Erik Torstenson föddes 1686 i Stockholm. Han var son till greven Anders Torstenson och grevinnan Christina Catharina Stenbock. Torstenson reste 1702 utrikes och blev 1704 löjtnant vid Eriks Sparres regemente i fransk tjänst. Han återvädne till Sverige i november 1705 och blev samma år Kammarherre hos änkedrottningen Hedvig Eleonora. Torstenson avled 1718 och begravdes 29 oktober samma år i familjegraven i en kopparkista med försilvrade kanter och vid huvudet fulla vapnet.